# درازان
درازان ، روستایی است در بخش مرکزی شهرستان آمل در استان مازندران ایران و یکی توابع بالا خیابان لیت کوه است.

## جمعیت
این روستا در دهستان بالا خیابان لیتکوه قرار داشته و براساس آخرین سرشماری مرکز آمار ایران که در سال ۱۳۸۵ صورت گرفته، جمعیت آن ۱۲۱۱ نفر (۳۳۸ خانوار) بوده‌است.